# Joshua Buatsi
Joshua Buatsi (* 14. März 1993 in Accra, Ghana) ist ein britischer Boxer im Halbschwergewicht. Er qualifizierte sich zur Teilnahme an den Olympischen Spielen 2016 in Rio de Janeiro und gewann eine Bronzemedaille.

## Amateurkarriere
Joshua Buatsi wurde 2010 und 2011 Englischer Jugendmeister, 2013 Meister von Ghana, sowie 2014 und 2015 Englischer Meister. 2014 gewann er das Golden Gong Tournament in Mazedonien und das Heidelberg Round Robin Tournament in Deutschland. 2015 gewann er mit dem Bocskai Memorial Tournament in Ungarn ein erstes international bedeutendes Turnier. Zudem erhielt er zwei Einsätze in der World Series of Boxing, verlor aber gegen Peter Müllenberg aus den Niederlanden und Pawel Siljagin aus Russland.
Während er bei den Europaspielen 2015 in Baku noch im ersten Kampf gegen Teymur Məmmədov aus Aserbaidschan ausgeschieden war, gewann er bei den Europameisterschaften desselben Jahres in Samokow eine Bronzemedaille nach Halbfinalniederlage gegen Peter Müllenberg. Im Oktober 2015 startete er noch bei den Weltmeisterschaften in Doha und schlug in der Vorrunde den Südkoreaner Kim Hyeong-kyu, schied dann aber im Achtelfinale gegen den Kubaner Julio César La Cruz aus.
Im Dezember 2015 gewann Buatsi das olympische Testevent in Rio mit Siegen über Devanshu Jaiswal aus Indien, Serge Michel aus Deutschland und schließlich auch Peter Müllenberg. Im April 2016 gewann er dann auch überraschend die europäische Olympiaqualifikation in Samsun. Er setzte sich dabei gegen Sjarhej Nowikau aus Weißrussland, Alejandro Camacho aus Spanien, Serge Michel aus Deutschland, Oleksandr Chyschnjak aus der Ukraine und im Finale erneut gegen Peter Müllenberg durch.
Bei den Olympischen Spielen 2016 gewann er eine Bronzemedaille, nachdem er im Halbfinale gegen Ädilbek Nijasymbetow ausgeschieden war. Zuvor hatte er Kennedy Katende, Elshod Rasulov und Abdelhafid Benchabla besiegt.

## Profikarriere
Sein Profidebüt bestritt er im Juli 2017. Im Juli 2018 gewann er den Titel WBA-International im Halbschwergewicht durch einen K.o.-Sieg in der ersten Runde gegen Andrejs Pokumeiko. Seine ersten beiden Titelverteidigungen gewann er jeweils durch K.o. in der ersten Runde gegen Tony Averlant und Renold Quinlan.
Im März 2019 gewann er die britische Meisterschaft durch einen TKO-Sieg gegen Liam Conroy. Zudem besiegte er im Juni 2019 den Mexikaner Marco Peribán durch TKO in der vierten Runde. Seine inzwischen vierte Titelverteidigung des WBA-International-Gürtels gewann er im August 2019 durch Knockout gegen den Kanadier Ryan Ford.
Bis 2024 folgten fünf weitere Siege, darunter gegen die bis dahin ungeschlagenen Gegner Marko Calic (11-0), Daniel Dos Santos (15-0) und Pawel Stepien (18-0). Am 3. Februar 2024 gewann er mit einem einstimmigen Punktsieg gegen Dan Azeez (20-0) die Meistertitel Großbritanniens und des Commonwealth. Am 21. September 2024 setzte er sich nach Punkten gegen Willy Hutchinson (18-1) durch und wurde Interims-Weltmeister der WBO. Diesen Titel verlor er in der ersten Verteidigung am 22. Februar 2025 nach Punkten an Callum Smith (30-2).